# Martin Ziguélé
Martin Ziguélé, né le 12 février 1957 à Paoua, est un consultant, spécialisé en assurance, et homme politique centrafricain. Il est Premier ministre entre avril 2001 et mars 2003.

## Biographie

### Études
Après avoir effectué ses études secondaires au séminaire de Bossangoa, Martin Ziguélé obtient en 1978 son diplôme d'études supérieures d'assurances (D.E.S.A) à l'Institut international des assurances de Yaoundé. En 1982, il décroche une licence de lettres anglaises à la faculté des lettres et sciences humaines de l'université de Bangui.

### Carrière professionnelle
Dès 1978, il intègre la Société nationale centrafricaine d'assurances (Siriri). En 1988, il réussit avec brio le concours de la CICA-RE, Compagnie commune des réassureurs des États membres de la Conférence interafricaine des marchés d'assurance (CIMA). Il grimpe progressivement les échelons en une dizaine d'années, de souscripteur à chef de division des réassurances vie (toutes zones géographiques), qu'il cumule avec les fonctions de souscripteur des réassurances IARD pour les affaires hors d'Afrique (Europe, Asie et Moyen-Orient).

### Carrière politique
En juillet 2000, Ziguélé devient directeur national pour la Centrafrique de la Banque des États de l'Afrique centrale (BEAC) et rentre à Bangui avec sa femme et ses six enfants.

#### Premier ministre
Le 1er avril 2001, il est nommé Premier ministre par le président Ange-Félix Patassé. Son premier gouvernement, dit « d’action et de combat » (GAC), rendu public le 6 avril, compte au total vingt-quatre membres, dont lui-même, deux ministres d’État, seize ministres et cinq ministres délégués. Outre le MLPC, parti du président Patassé et de Martin Ziguélé, sont représentées au sein de ce gouvernement le Parti libéral démocrate (PLD), le Parti africain de développement (PAD), la Convention nationale (CN), l’Union démocratique pour le renouveau-Fini kodro (UD/FK), ainsi qu'une personnalité indépendante, Agba Otikpo Mé Zo Dè, héritant du portefeuille des Affaires étrangères. Ce gouvernement se veut représentatif de l’ensemble de la nation, de par la présence de ressortissants de presque toutes les préfectures du pays.
Il doit affronter plusieurs problèmes urgents et délicats dont le premier est celui du cumul par les fonctionnaires centrafricains de 25 à 30 mois d’arriérés de salaires, véritables patates chaudes laissées par le précédent gouvernement dirigé par Anicet Georges Dologuélé. Les tâches de Martin Ziguélé s’annoncent donc très difficiles, multiples et urgentes, surtout que les agents de la fonction publique, en grève depuis novembre 2000 et qui avaient conclu début mars 2001 une trêve avec son prédécesseur, terminent à peine le premier mois de cette trêve au moment où Martin Ziguélé est promu à la primature. En effet, les fonctionnaires n’ayant toujours pas reçu leurs salaires de février et mars 2000, songent à reprendre leur mouvement de grève générale. De toute évidence, ce sont ces dossiers brûlants qui justifient la dénomination du gouvernement « d’action et de combat ».
Moins de deux mois après sa nomination, Ziguélé doit affronter la tentative de coup d’État du 28 mai 2001 du général André Kolingba, ancien dirigeant du pays. Une fois la situation rétablie, le président Patassé lui renouvelle sa confiance, et Martin Ziguélé procède à un remaniement de son gouvernement le 30 août 2001.

#### Réalisations de Martin Ziguélé à la primature
Le 7 mai 2001, à la tribune de l’Assemblée nationale, Martin Ziguélé présente la politique générale que son gouvernement entend mener. Il relève l’extrême pauvreté dans le pays et s’engage ensuite à combattre ce fléau. En ce sens, il décline une série de mesures dont les principales sont :
- L’assainissement des finances publiques par la lutte contre la fraude et l’incivisme fiscal, la moralisation des fonctionnaires et agents de l’État, principalement ceux des régies financières ;
- La promotion du secteur PME/PMI, du commerce et de l’artisanat ;
- La promotion du monde rural par la modernisation du système agricole ;
- La poursuite des réformes économiques, en suivant les recommandations des institutions financières internationales, comme la privatisation d’une dizaine d’entreprises publiques et parapubliques.

La mise en œuvre de ce vaste programme politique est vite rendue quasiment impossible par la situation politique instable du pays. Pendant son passage au pouvoir, Ziguélé doit en effet affronter deux tentatives de coup d'État, le 28 mai 2001 par Kolingba et le 25 octobre 2002 par le général François Bozizé
La lutte implacable contre la corruption et les détournements de deniers publics donne néanmoins des résultats et aboutit à l'arrestation puis au jugement d'Éric Sorongopé Zoumandji, ministre d’État chargé des Finances en fonction et cadre éminent et influent du MLPC. Patrice Ngaïssona, fonctionnaire aux eaux et forêts, et bien d'autres agents de l'État, dont des douaniers et des agents des finances sont également traduits en justice, tout comme des membres de l’ethnie et des ressortissants de la région du Premier ministre. Cette action énergique d’assainissement des finances publiques permet de mener à bien le paiement de 22 mois de salaires sans avoir reçu une seule aide financière extérieure ou aide publique au développement.
Le 10 octobre 2001, le gouvernement de Martin Ziguélé signe à Washington un accord intérimaire de six mois avec le Fonds monétaire international qui fait l'objet d'une lettre d'intention lui permettant de rester en rapport avec cette institution. Par la même occasion, Martin Ziguélé obtient l’engagement des institutions financières internationales à décaisser au gouvernement centrafricain des fonds pour pallier les lourds contrecoups économiques et les troubles armés générés par les coups d’État manqués de 2001 et 2002.

#### Coup d'État de 2003
Le 16 janvier 2003, le gouvernement est remanié une nouvelle fois. Le 15 mars suivant, un coup d'État dirigé par le général François Bozizé, accompagné à Bangui par des mercenaires étrangers principalement tchadiens, renverse le président Patassé, alors que celui-ci rentrait d’un sommet des chefs d’État de la CEN-SAD tenu à Niamey au Niger. En juillet suivant, Ziguélé est autorisé à partir en exil en France.

#### Candidatures présidentielles
Ziguélé se présente à l'élection présidentielle du 13 mars 2005 comme candidat indépendant, soutenu par le Mouvement de libération du peuple centrafricain (MLPC). Avec 23,53 % des voix, il se place en seconde position derrière François Bozizé et se qualifie pour affronter ce dernier au second tour le 8 mai suivant. Avec seulement 35,4 % des voix, il est largement battu par François Bozizé qui est élu avec 64,6 %.
En juin 2006, lors d'un congrès extraordinaire, Ziguélé est élu président du MLPC à titre provisoire, en remplacement d'Ange-Félix Patassé, exclu du parti. Le 23 juin 2007, il est reconduit dans ses fonctions.
De nouveau candidat lors de l'élection présidentielle du 23 janvier 2011, il ne termine qu'en troisième position avec seulement 6,8 % des voix.
Principal opposant politique durant les deux quinquennats de François Bozizé, il prend la tête de l'Alliance démocratique des forces pour la transition après le renversement du président et la prise de Bangui par la Séléka le 24 mars 2013.
Il se présente à l'élection présidentielle de 2015 et arrive quatrième du premier tour avec moins de 11 % des voix.
Il est candidat à l'Élection présidentielle centrafricaine de 2020.
En mars 2021, Martin Ziguélé est interdit de sortie du territoire centrafricain.